# Qmail
qmail er en populær e-mailserver, som er kendt for at have meget få sikkerhedshuller. Serveren anvender maildir-formatet til at gemme mail. Det findes til flere Linux- og BSD-operativsystemer.
qmail er skrevet af Daniel J. Bernstein.